# Brana (monte)
Il monte Brana con 2253 m s.l.m. è una cima delle Alpi di Kamnik e della Savinja della sezione Alpi di Carinzia e di Slovenia, si trova all'interno della valle di Logar.

## Storia
Anton Bauer e J.Seidl fu il primo a scalare la montagna del 1875.